# Site d'enterrement des chevaux de Wulfsen
 (octobre 2012).
Le site d'enterrement des chevaux de Wulfsen est un site d'enterrement datant du début du Moyen Âge. Ce site contenant les corps de trois chevaux a été découvert en 1974 sur le terrain d'un vieux cimetière saxon dans le village de Wulfsen situé dans l'arrondissement de Harbourg en Basse-Saxe (Allemagne). 
Une maquette du site est exposée dans la collection permanente du Musée archéologique de Hambourg.

## Découverte
Le site se trouve au bord nord-est de l'arête d'effondrement d'une sablière près de Wulfsen ; un collectionneur de fossiles observe pendant l'été 1974 une coloration particulière du sol qu'il signale au musée de Lüneburg ; cette observation, transmise au Musée archéologique de Hambourg entraîne des fouilles qui mettent au jour 35 sépultures humaines, relativement mal conservées en raison du sol sablonneux, et une sépulture avec trois chevaux.

## La sépulture
La sépulture de 2,3 mètres sur 2,4 mètres contenait les squelettes et les dents de trois chevaux, sans bride ou autre ornement. Tous les chevaux étaient couchés sur le côté gauche, leur tête placée sur une partie surélevée de la fosse en position redressée. L'un d'entre eux était très probablement une jument, les autres des étalons, âgés entre cinq et sept ans.
La sépulture est datée du VIIIe siècle.
D'autres sépultures avec trois chevaux ont été découvertes à Mühlhausen et à Griefstedt en Thuringe, ainsi qu'à Beckum en Rhénanie-du-Nord-Westphalie.